# Козловский, Михаил Тихонович
Михаи́л Ти́хонович Козло́вский (9 февраля 1903, с. Молятичи, Могилёвская губерния, Российская империя — 13 января 1972, Алма-Ата, КазССР, СССР) — советский учёный, химик-аналитик, доктор химических наук (1952), профессор (1953), академик Академии наук КазССР (1962).

## Биография
Родился 9 февраля 1903 года в с. Молятичи Могилёвской губернии (ныне агрогородок в составе Молятичского сельсовета Кричевского района Могилёвской области Республики Беларусь).
В 1926 году окончил Одесский высший химический техникум. В 1926—1939 годах сотрудник Института научно-судебной экспертизы (Одесса).
В 1939—1972 годах заведующий кафедрой аналитической химии КазГУ.
В 1945—1961 годах заведующий лабораторией Института химических наук АН Казахстана, в 1963—1971 годах акаемик-секретарь Отделения химико-технологических наук АН КазССР.
Скончался 13 января 1972 года, похоронен на Центральном кладбище Алма-Аты.

## Признание и награды
Награждён орденом Трудового Красного Знамени, «Знак Почёта» и медалями.

## Научная деятельность
Основные научные труды в области аналитической и амальгамной химии, амальгамной металлургии. Разработал электрохимические методы анализа, теорию процесцементации металлами и амальгамами и теорию взаимодействия металлов в ртутной фазе, развил новое научное направление — химия амальгам. Руководил внедрением в промышленности амальгамных методы получения таллия (1957—1958), индия (1961) и висмута (1964). В 1970—1972 годах исследовал механизм дезинтеграции металлических катодов и образования тонкодисперсных порошков металлов после возникновения отрицательных ионов металлов.
Некоторые научные работы:
- Ртуть и амальгамы в электрохимических методах анализа. — А., 1956.
- Гидразин и гидроксил а мип и их применение в аналитической химии. — А., 1971 (соавт.).
- Избранные труды, т. 1—2. — А., 1971.
- Амальгамы и их применение. — А., 1971.